# Jan Konopásek
Jan Konopásek (* 29. Dezember 1931 in Prag; † 13. November 2020) war ein tschechisch-amerikanischer Jazzmusiker (Alt- und Baritonsaxophon, Flöte, Komposition). Er galt als eine der Schlüsselfiguren des Modern Jazz in der Tschechoslowakei.

## Leben und Wirken
Konopásek erhielt als Kind privaten Klavierunterricht und lernte dann als Autodidakt Klarinette. Nach dem Abitur am Vančur-Gymnasium in Prag (1950) arbeitete er als technischer Zeichner und leistete von 1952 bis 1954 seinen Militärdienst ab, wo er auch Klarinette und kleine Trommel in der Garnisonsblaskapelle spielte; dort begann er auch, Altsaxophon zu spielen. Er studierte dann an der Fakultät für Maschinenbau in Prag und spielte gleichzeitig Altsaxophon im Ensemble von Ivan Štědrý. Wegen seiner Jazz-Aktivitäten musste er sein Studium abbrechen.
Zwischen 1957 und 1961 gehörte Konopásek zum Orchester von Karel Krautgartner, bei dem er auch Baritonsaxophon spielte und Aufnahmen bei Supraphon veröffentlichte. Weiterhin trat er mit der Gruppe Studio 5 (1958–61) auf (EP Rokoková Panenka). Dann gründete er mit Karel Velebný die SHQ, mit der zwei Alben entstanden. 1963 trat er als Saxophonist in dem Film Prazské Blues auf. Aus Protest gegen die Schwierigkeiten, ins Ausland zu reisen, und gegen die Gleichgültigkeit seiner Musikerkollegen verließ er die Jazzszene und arbeitete als Taxifahrer; im Sommer 1965 migrierte er illegal über Jugoslawien nach Italien und später in die Bundesrepublik Deutschland.
Dort arbeitete Konopásek zunächst in Nürnberg und München, etwa im Jazzensemble des Bayerischen Rundfunks um Don Menza und Dusko Goykovich. Mit dieser Formation trat er beim Montreux Jazz Festival 1967 auf und erhielt dort mit dieser Gruppe den Preis von Montreux als bestes Ensemble. 1968 wurde er Mitglied des Tanzorchesters des Senders Freies Berlin unter der Leitung von Paul Kuhn, mit der er bis 1970 an zahlreichen Rundfunkproduktionen beteiligt war. Für das Fernsehspiel „Risiko für Weihnachtsmänner“ (nach der gleichnamigen Erzählung von Siegfried Lenz) schrieb er die Musik. Zudem machte er Aufnahmen mit Hans Koller (New York City 1968) und Klaus Doldinger (1969). Weiterhin wurde er für die Berlin Dream Band ausgewählt, die auf den Berliner Jazztagen mit Stan Kenton (1969) und mit Oliver Nelson (1970) musizierte (auf dessen Album Berlin Dialogue for Orchestra Solo auf „Impressions of Berlin“). Zu dieser Zeit leitete Konopásek auch ein eigenes Septett im Westberliner Club Jazz Galerie; außerdem spielte er in einem gemeinsamen Ensemble mit dem Trompeter Carmell Jones im Club Blue Note, wo Maynard Ferguson und Ron Carter mit ihnen jammten.
Konopásek erhielt ein Stipendium für die Berklee School of Music, wo er von 1971 bis 1973 studierte; anschließend ging er mit Woody Herman auf Tournee und war an dessen Aufnahmen beteiligt, darunter als Solist auf „Blues for Poland“ auf dem mit einem Grammy ausgezeichnetem Album The Thundering Herd (1974); er trat mit ihm beim Montreux Jazz Festival 1974 auf. Konopasek zog 1975 nach New York, tourte mit Lionel Hampton und 1976 mit Buddy Rich. Weiterhin arbeitete er mit dem Thad Jones/Mel Lewis Orchestra, Ray McKinley, Bill Watrous, aber auch den Jackson Five und den Pied Pipers. 1977 zog er nach Cornwall On Hudson in der Nähe der Militärakademie von West Point (Bundesstaat New York), mit deren Jazzorchester er als Arrangeur, Gastsolist und Lehrer eng zusammenarbeitete; mit den Royal Canadiens von Guy Lombardo tourte er durch die USA und Kanada. 1980 wurde er eingebürgert. Dann war er als Musiker auf Kreuzfahrtschiffen tätig und lehrte an der University of Utah 1987/88 Orchestrierung und Harmonielehre.
Nach dem Fall des Eisernen Vorhangs lebte Konopásek ab 1991 abwechselnd in den USA und in der Tschechischen Republik, wo er die Big Band von Radio Prag, aber auch die EBU Big Band leitete. 1994 legte er unter eigenem Namen das Album What Happened At The Picture Gallery / Jak To Bylo S Vernisáží vor. Zudem war er im selben Jahr an einer von Václav Havel initiierten Jam-Session im Prager Reduta Jazz Club mit Bill Clinton und tschechischen Musikern beteiligt (veröffentlicht als Two Presidents' Jam Session: Praha 94). 2012 trat er in der Talkshow „Na plovárne“ auf; 2018 wurde er mit dem Gustav-Brom-Preis ausgezeichnet.